# Правобережне
Правобережне́ — село в Україні, у Кам'янському районі Дніпропетровської області. Населення за переписом 2001 року складало 550 осіб. Входить до складу Верхньодніпровської міської громади.

## Географія
Село Правобережне знаходиться на правому березі Кам'янського водосховища, вище за течією на відстані 4 км розташоване село Бородаївка, нижче за течією примикає село Домоткань. Поруч проходить автомобільна дорога Н08.

## Природа
Це містечко — приблизно за 100 км від обласного центру — на перший погляд, звичайне. Проте як тільки закінчуються будиночки, відкривається така панорама на різнобарвно-різнотравних степів і широченну річку, що забуваєш дихати. А дихати якраз і треба: на сотню кілометрів в обидва боки — жодних заводів, підприємств, диму і смогу.
Поблизу села знаходиться заповідне урочище місцевого значення Горіховий сад.

## Історія
Правобережне стоїть на правому березі Кам'янського водосховища — одного з шести найбільших на Дніпрі. Його довжина — 114 км, а саме широке місце — 8 км. 35-кілометрова гребля — одна з найбільших у світі. У 1964 році на ній побудували Середньодніпровську ГЕС, і навколишні села довелося затопити, а жителів відселити.
До речі, дайвери, які приїжджають в Правобережне на підводне полювання, кажуть, що на глибині 5-6 метрів бачили бруківку, відмінно збереглася досі.
У часі нацистсько-радянської війни тут було форсування Дніпра і бої за Аульський плацдарм. Найзапекліші бої йшли восени 1943 року, коли звільняли від німців Дніпропетровську область. Дотепер річка вимиває на берег гільзи, солдатські каски, ложки, ґудзики. А як артефакти на території Правобережного залишилися уламки древніх каменів. Історики розповідають, що 400 мільйонів років тому сюди дійшов і зупинився льодовик, прикотив з собою величезні круглі валуни. За майже пів мільярда років вони, звичайно, ґрунтовно зменшилися в розмірах, але аніскільки не втратили від цього своєї історичної цінності. Першими поселенцями на цих землях були запорізькі козаки, що осіли на благодатному чорноземі в середині XVIII століття. До речі, про чорнозем. Як кажуть самі місцеві, «у нас цвях кинь в землю — виросте фруктове дерево». Росте, квітне і родить тут все — від картоплі до персиків. Тому туристи, які приїжджають на своїх машинах, назад їдуть під зав'язку завантажені дарами місцевих городів. Головне ж, що тягне сюди відпочивальників, — це риболовля. Тут ловляться окунь, судак, щука, лин, лящ, короп, карась. Зустрічаються сазани, лини й голавли. А ось «на сома» у серпні-вересні приїжджають рибалки навіть з Київської області — все сподіваються спіймати півтораметрового вусатого гіганта, якими славляться тутешні води. До слова, ловити рибу тут можна з берега, можна на затопленому гранітному кар'єрі, а можна виїхати на човні на середину річки або до островів. Якщо ловити лінь, а свіжої рибки хочеться, її можна купити прямо на березі в рибартілі. Ціни смішні: розкішний судак — від 16 гривень за кілограм, велика жирна тарань — по 13-14 гривень, лящ — від 8 гривень за кілограм. Для охочих затриматися в тутешніх місцях на кілька днів є два варіанти «житла»: або везти з собою намети, або відправитися на постій в село. Місцеві тітоньки із задоволенням беруть мешканців за символічну плату — 50 гривень на добу, незалежно від того, один ви або з компанією. Будьте готові до того, що будуть безмірно годувати та напувати, а грошей за це не візьмуть. З освітніх закладів тут є середня загальноосвітня школа. Для лікування хворих — фельдшерський пункт. Також є клуб та бібліотека.

## Населення

### Мова
Розподіл населення за рідною мовою за даними перепису 2001 року:
| Мова            | Кількість | Відсоток |
| --------------- | --------- | -------- |
| українська      | 510       | 92.73%   |
| російська       | 38        | 6.91%    |
| білоруська      | 1         | 0.18%    |
| інші/не вказали | 1         | 0.18%    |
| Усього          | 550       | 100%     |

## Пам'ять
- Бірбраєр Євген Абрамович — Герой Радянського Союзу, похований у братській могилі в селі на трасі Дніпро — Київ.
- Джинчарадзе Ісрафіл Кемалович — Герой Радянського Союзу, похований у братській могилі в селі на трасі Дніпро — Київ.